# Курносово
Курносово — село в Большереченском районе Омской области. Административный центр Курносовского сельского поселения.

## История
В 1928 г. состояло из 35 хозяйств, основное население — русские. В составе Лапушинского сельсовета Большереченского района Тарского округа Сибирского края.

## Население
| 1926 | 2002 | 2010 | 2021 |
| ---- | ---- | ---- | ---- |
| 172  | ↗809 | ↘632 | ↘555 |

Национальный состав
Согласно результатам переписи 2002 года, в национальной структуре населения русские составляли 86 %.